# Die Komödie der Irrungen

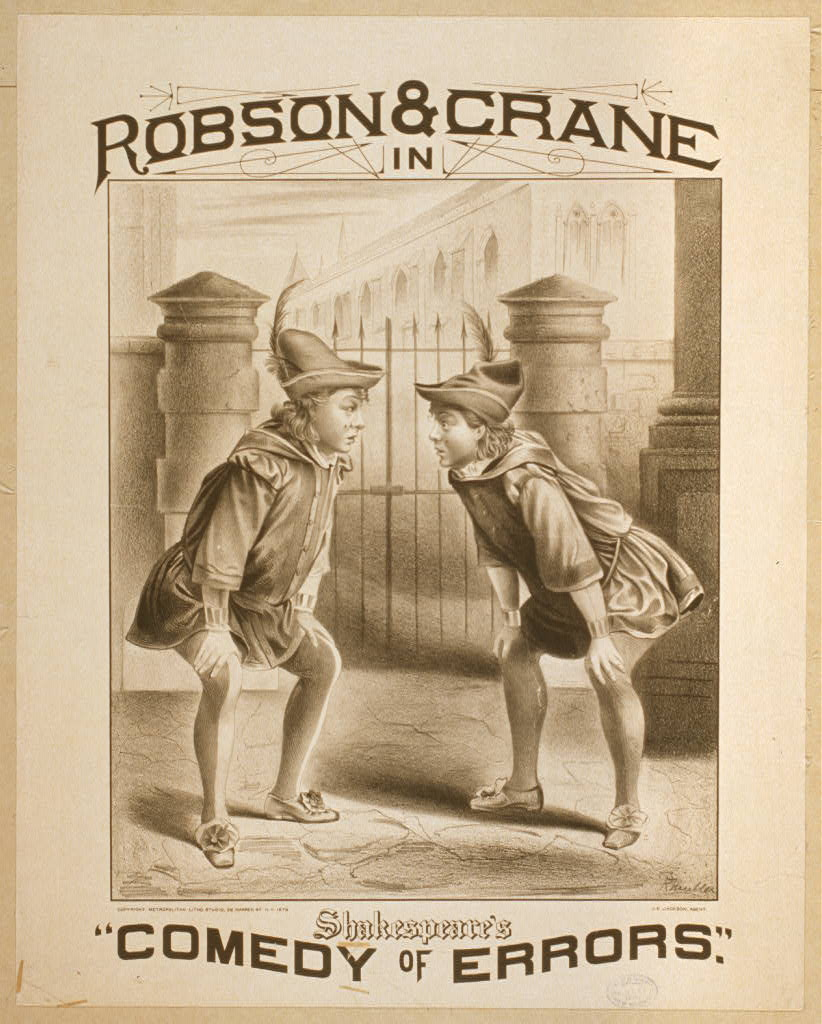
Plakat einer Broadway-Produktion aus dem Jahre 1879.

Die Komödie der Irrungen (frühneuenglisch The Comedie of Errors) ist ein Schauspiel von William Shakespeare. Im Mittelpunkt der Handlung, die in Ephesus spielt, stehen zwei vertauschte Zwillingspaare. Als Quelle diente die Komödie Menaechmi des antiken römischen Autors Plautus. Der Autor verdoppelt aber gegenüber der Vorlage das Zwillingsthema. Shakespeare hat das Werk vermutlich zwischen 1592 und 1594 verfasst. Es wurde zum ersten Mal in der First Folio von 1623 abgedruckt. Die erste belegbare Aufführung datiert vom 28. Dezember 1594.

## Handlung

### I. Akt
Der Herzog von Ephesus führt Aegeon, einen Kaufmann aus Syrakus, zur Exekution. Wegen eines Streites zwischen beiden Städten muss jeder in Ephesus ergriffene Syrakuser 1000 Mark zahlen, wozu Aegeon nicht imstande ist, oder er wird hingerichtet. Der Herzog bittet Aegeon zu erzählen, wie er nach Ephesus kam, und Aegeon erzählt:
Auf einer seiner Geschäftsreisen gebar seine ihn begleitende Frau gleiche Zwillinge. Beide nannte er Antipholus. Danach kaufte er ein Paar identische Neugeborene mit Namen Dromio und gab je einen davon seinen Söhnen als Sklaven. Als auf der Rückfahrt ihr Schiff in einen Sturm geriet, band sich die Frau mit einem Sohn und einem Sklaven an einen Mast, Aegeon mit dem anderen Sohn und dem anderen Sklaven an einen Mast am anderen Ende des Schiffs. Das Schiff brach auseinander und die je an einen Mast Gebundenen wurden von verschiedenen Schiffen aufgenommen und so voneinander getrennt.
Der bei der Mutter verbliebene Sohn Antipholus gelangte mitsamt seinem Diener nach Ephesus, wo er ein angesehener Bürger und mit seiner Frau Adriana verheiratet ist. Der bei seinem Vater verbliebene Antipholus von Syrakus macht sich als Erwachsener mit seinem Diener auf die Suche nach seinem Bruder und seiner Mutter. Sie kommen nach Ephesus, die Verwechslungen nehmen ihren Lauf. Antipholus von Syrakus (im Folgenden „v.S.“) beauftragt seinen Diener, sein Geld und Gepäck in einem Gasthof abzugeben. Bald trifft Antipholus v.S. Dromio von Ephesus, der von ihm verlangt, zum Essen nach Hause zu kommen, während Antipholus wissen will, was aus dem Geld und Gepäck geworden ist.

### II. Akt
Dromio von Ephesus kehrt zum Haus zurück und berichtet Adriana und ihrer Schwester Luciana von dem seltsamen Verhalten seines (vermeintlichen) Herrn. Adriana droht Dromio Schläge an, wenn er seinen Herrn nicht zurückbringe, worauf Dromio ein zweites Mal hinausgeht. In der Stadt trifft Antipholus v.S. seinen Diener und dieser kann sich nicht erinnern, seinen Herrn nach Hause zum Essen gebeten zu haben. Die beiden begegnen Adriana und Luciana, die sie für Antipholus von Ephesus und seinen Dromio halten. Adriana besteht darauf, ihr „Ehemann“ solle zum Essen kommen und er geht schließlich mit in das Haus, während Dromio als Wache unten an der Tür bleibt.

### III. Akt
Da taucht Antipholus von Ephesus mit seinem Dromio sowie dem Goldschmied Angelo vor seinem Haus auf und verlangt Eintritt, doch da selbst seine Frau Adriana glaubt, ihr Mann sei bereits im Hause, wird ihm der Zutritt verwehrt. Der erboste Antipholus von E. beschließt darauf, bei einer Kurtisane zu dinieren, Angelo soll ihm dafür eine goldene Kette holen. Im Haus bekennt Antipholus von S. Luciana seine Liebe, die schockiert davon stürzt und später Adriana von dem Verhalten ihres „Ehemanns“ berichtet. Nach einer Weile kehrt Angelo zum Haus zurück und gibt Antipholus v.S. die goldene Kette, die später bezahlt werden soll.

### IV. Akt
Als Angelo nachfolgend Antipholus von E. trifft und die Zahlung verlangt, weigert sich dieser natürlich, da er keine Kette erhalten hat, woraufhin Angelo seine Festnahme veranlasst.
Antipholus v.S. trifft in der Stadt seinen Dromio mit Geld, das dieser von Adriana erhalten hat, damit Antipholus (v.E.) aus dem Gefängnis freikomme. Dromio v.E. findet den verhafteten Antipholus, der ihn nach dem Geld für seine Freilassung fragt, was Dromio wiederum nicht versteht. Da erscheint Adriana mit Luciana und behauptet, Antipholus habe bei ihr diniert, während Antipholus unterstützt von Dromio darauf besteht, er sei aus seinem eigenen Haus ausgeschlossen worden. Beide werden gefesselt zu Adrianas Haus gebracht.

### V. Akt
Angelo begegnet Dromio und Antipholus v.S. mit der Goldkette, nach einem Wortwechsel ziehen Angelo und Antipholus die Schwerter. Als auch noch Adriana und Luciana auftauchen, flüchten Antipholus und Dromio in eine nahe gelegene Abtei. Die Äbtissin verwehrt Adriana und den anderen den Zutritt. Daraufhin wendet sich Adriana an den Herzog von Ephesos, der gerade Aegeon zu seiner Hinrichtung führt, und bittet den Herzog um Hilfe. Dieser ist bereit zu vermitteln, als ein Bote erscheint und berichtet, dass sich Antipholus und Dromio (v.E.) von ihren Fesseln befreit haben. Da taucht Antipholus v.E. selber mit seinem Dromio auf und verlangt, dass der Herzog ihm Gerechtigkeit gegenüber seiner Frau gewähre, die ihn aus seinem Haus ausgeschlossen und zugelassen habe, dass er verhaftet und gefesselt wurde. Um das Wirrwarr von Behauptungen und Gegenbehauptungen entwirren zu können, lässt der Herzog die Äbtissin kommen. Aegeon begrüßt unterdessen seinen Sohn Antipholus v.E., der entgegnet, dass er seinen Vater in seinem Leben nie gesehen habe. Nun kommt die Äbtissin mit Antipholus und Dromio von S., was bei den Anwesenden zunächst Verwirrung auslöst, dann aber zur Auflösung der Spannungen führt: Die Äbtissin sagt Aegeon, dass sie seine Frau ist und die beiden Antipholi ihre Zwillingssöhne. Angelo erhält sein Geld für die goldene Kette und der Herzog schenkt Aegeon das Leben. Am Ende begibt sich die ganze Gesellschaft in die Abtei, um eine Feier zu begehen.

## Textausgaben
Englisch
- Reg Foakes (Hrsg.): William Shakespeare: The Comedy of Errors. Arden Shakespeare, London 1962/2008, ISBN 978-1-903436-01-1 (Arden Shakespeare Second Series).
- Kent Cartwright (Hrsg.): William Shakespeare: The Comedy of Errors. Arden Shakespeare, London 2017, ISBN 978-1-904271-24-6 (Arden Third Series).
- D. S. Dorsch (Hrsg.): William Shakespeare: The Comedy of Errors. New Cambridge Shakespeare. Cambridge University Press, Cambridge 1988/2004, ISBN 0-521-82794-9.
- Charles Whitworth (Hrsg.): William Shakespeare: The Comedy of Errors. Oxford Shakespeare. Oxford University Press, Oxford 2002, ISBN 0-19-812933-5.

Deutsch
- Kurt Tetzeli von Rosador (Hrsg.): William Shakespeare: The Comedy of Errors. Englisch-Deutsche Studienausgabe. Stauffenburg, Tübingen 1982, ISBN 3-86057-543-0.